# 跳投
跳投指跃起在空中后出手投篮，是篮球中最基本的技术动作之一。
广义的跳投可以泛指一切脚离地的投篮，但也有将在投篮的同时起跳的动作称为“投跳”的说法。